# Doris Thut
Doris Thut (* 1945 in Wien) ist eine deutsche Architektin und emeritierte Professorin.

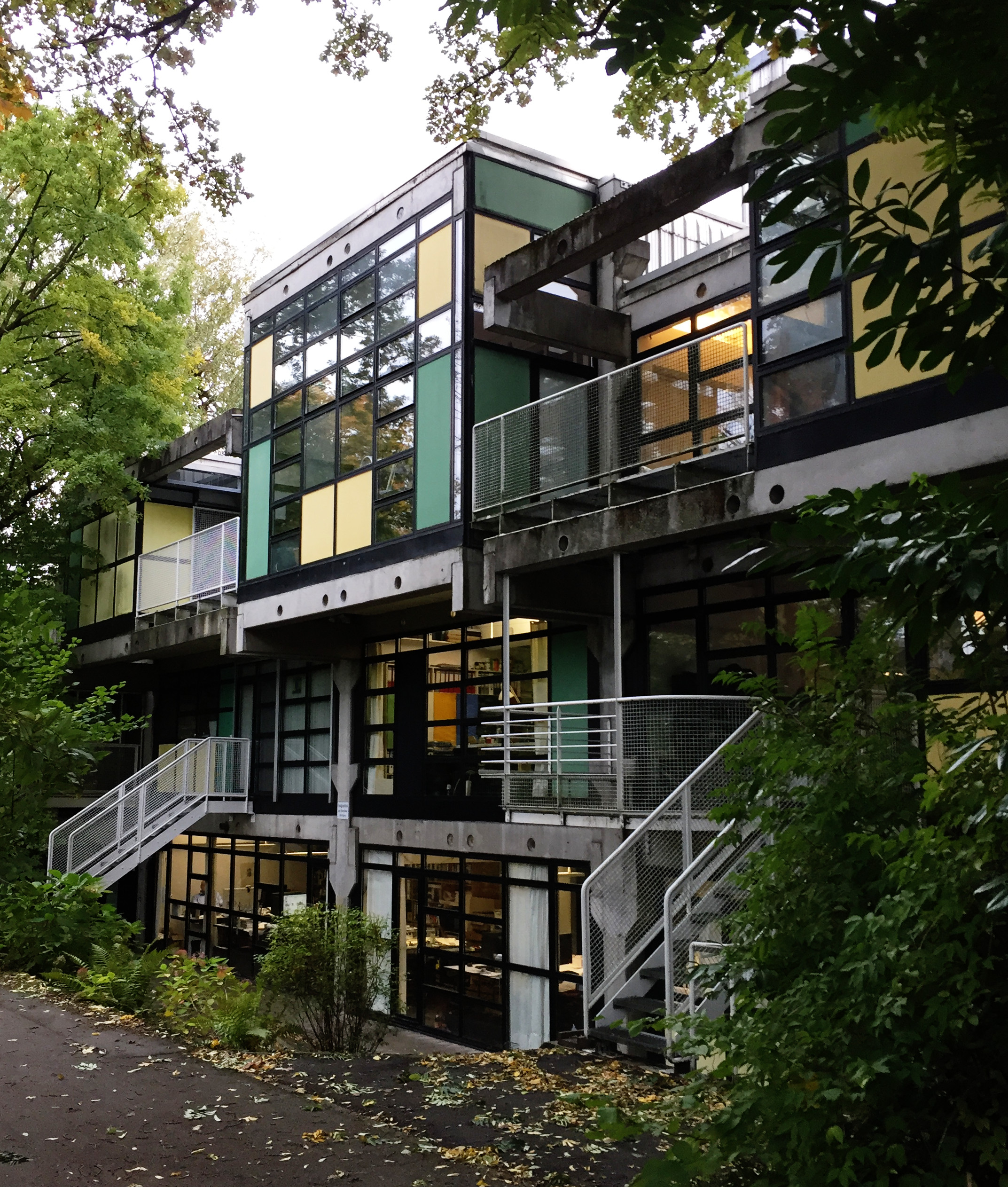
Terrassenhäuser, München-Schwabing

## Werdegang
Doris Thut studierte ab 1964 Architektur an der Akademie der bildenden Künste in Wien. Sie gehörte zur Meisterklasse von Ernst Anton Plischke. Von dort wechselte sie an die Akademie der Bildenden Künste München und schloss ihr Studium 1968 mit einem Diplom ab. Zwischen 1969 und 1971 arbeitete sie mit Otto Steidle zusammen. Ab 1972 war sie als freischaffende Architektin tätig und führte zusammen mit ihrem Mann Ralph Thut ein gemeinsames Architekturbüro in München.
Lehrtätigkeit
In den 1980er Jahren übernahm Doris Thut Gastprofessuren am Massachusetts Institute of Technology in Cambridge und an der Technischen Universität Graz. 1990 wurde sie als Professorin an die Hochschule für angewandte Wissenschaften München berufen.

## Bauten
Das Wohnhaus für sechs Familien in Perlach gilt als frühes Pionierbauwerk in ökologischem und energetischem Bauen.
- 1969–1971: Reihenhäuser Pflegerstraße, München-Obermenzing mit Otto Steidle und Rüdiger Neuland
- 1968–1972: Wohnanlage Genter Straße, München-Schwabing mit Otto Steidle[2][3]
- 1975–1978: Wohnhaus, München-Perlach[4]
- 1980: Sporthalle, Pasing (Mitarbeiter: Josef Peter Meier-Scupin)
- 1981–1984: Experimentelle Wohnanlage, Erding[5]
- 1990: Wohnanlage Seitenbachweg, Salzburg[6]
- 1990: Wohn- und Atelierhaus Bollinger, München[7]

## Ehrungen und Preise
- Terrassenhäuser, München-Schwabing stehen unter Denkmalschutz und sind in der Liste der Baudenkmäler in Schwabing eingetragen[8]
- 1979: Deutscher Architekturpreis für Wohnhaus, München-Perlach
- 2001: BDA-Preis Bayern für einen Atelierneubau, München
- 2022: Klassik Nike für Wohnanlage Genter Straße in München-Schwabing[9]

## Ehemalige Mitarbeiter
- Josef Peter Meier-Scupin (* 1953), Architekt